# Raymond Lafage
Pour les articles homonymes, voir Lafage.
Raymond Lafage (dit à tort Nicolas Raymond de La Fage ou La Fage), né le 1er octobre 1656 à Lisle-sur-Tarn et mort le 4 novembre 1684 à Lyon, est un dessinateur et graveur français.

## Biographie
La vie de cet artiste demeure encore mystérieuse, mais elle a été reconstituée en grande partie par Nathan T. Whitman en 1963 et Jeanne Arvengas en 1965. Certaines sources le nomment Raymond de La Fage, d'autres La Fage ou Lafage — de fait, il signait parfois R. Lafage, et il ne faut pas le confondre avec Nicolas de La Fage (1600-1655). Sa date de naissance est estimée aux alentours du 1er octobre 1656, et il est baptisé suivant le rite catholique en 1658. Le lieu de sa naissance est invariablement Lisle-sur-Tarn, et plus précisément dans le hameau de Coudoumiac, rattaché à Lisle-en-Albigeois, comme on appelait alors la commune.
Contrairement à ce qu'affirmait Frédéric Reiset, Jean, le père de Raymond, n'est pas un notaire de village qui ne s'entend pas avec son fils, mais un artisan vitrier qui effectue également des travaux de peinture décorative dans la région. Jean Lafage se charge même de commandes de tableaux pour des notables de Lisle. En 1664, il part avec sa famille s'installer à Montauban puis revient à Lisle en 1670. L'une des premières traces de la vocation du jeune Lafage se trouve sur un exemplaire des Travaux d'Ulysse illustré des gravures de Theodoor van Thulden d'après Nicolò dell'Abbate, dans l'édition de François Langlois (1640).
Âgé de seize ans, Raymond Lafage est placé par son père à Toulouse, peut-être chez un chirurgien, pour lequel il peut travailler l'anatomie, dessiner à loisir des squelettes, puis chez un mauvais peintre à fresque, un certain Delbosc. Il cherche à s'approcher de l'atelier de Jean-Pierre Rivalz. La protection de Rivalz semble en partie légendaire.
On ignore donc exactement qui pousse Lafage à quitter Toulouse pour Paris et à se présenter au petit concours d'entrée à l’Académie royale de peinture, ce qu'il fait après l'annonce du 28 mars 1678 avec pour thème, Le Fratricide d'Abel ; il s'exécute et l'on conserve deux pièces dessinées (musée du Louvre et Munich) qui ne sont pas transformées par Lafage en peinture puisque le concours peint est annulé. Avant le prochain concours de mars 1679, Lafage se trouve à Rome. Pourquoi ? Parce que l'Académie romaine de Saint-Luc, confrérie de nouveau homologuée par Paris en 1677, permet aux jeunes aspirants peintres de venir en Italie, aux sources de l'art, sans passer par le concours parisien.
Son séjour romain dure environ deux ans, il a une chambre et des camarades. Qui fut son mécène ? Pierre-Jean Mariette écrit que c'est l'intendant de Montauban, Nicolas-Joseph Foucault qui offre au jeune prodige une bourse, pour qu'il aille à Rome, entre autres pour le fournir en copie de maîtres tels Carracci,. Toujours selon Mariette, il suscite dans le milieu artistique de cette ville l'étonnement et remporte, au concours d'octobre 1679, le 1er prix ex-aequo de l’académie de Saint-Luc pour son dessin Moïse sauvé des eaux,, aux côtés de son concurrent Giovanni Battista Lenardi. Le secrétaire du jury est Giuseppe Ghezzi. Il est possible que Carlo Maratta, professeur à l'Académie, ait félicité le jeune-homme, mais celui-ci ne s'attache à aucun employeur, et cède, durant son séjour, de nombreux dessins à des amateurs, tels Giacinto Brandi. Entre juin et octobre 1680, l'école étant fermée, Lafage explore sans aucun doute les environs de la capitale romaine. Nouveau concours en octobre, ayant pour thème le Jugement de Salomon, les résultats tombent en décembre, et Lafage finit bon dernier.
Déçu, il embarque pour Marseille, puis remonte à Aix-en-Provence, faisant halte chez Jean-Baptiste Boyer d'Éguilles qui reçoit chez lui tous les étudiants revenant de leurs séjours romains. Bourse pleine, il file à Paris et se prépare au nouveau concours de l'Académie royale, annoncé en mars 1681, sur le thème Caïn bâtisseur de la ville de Henoch. Si le dessin est, selon Bernard Dupuy du Grez (1639-1720) primé, Lafage refuse d'en faire la peinture : il doit donc quitter les lieux. Pour survivre dans la capitale, il produit des dessins sur vélin et suscite l'intérêt de collectionneurs tels que Claude, frère de Louis Bourdaloue, qui le paye un louis par jour pour ses dessins, que le jeune-homme s'amusent à produire dans des cabarets où l'on s'étonne de sa virtuosité. Parmi ses amis à Paris, on compte des artistes, tels les sculpteurs Louis Garnier (16..-1728) et Jean de Dieu (1646-1727).
Dupuy du Grez le décrit comme « un petit homme, camard, noiraud ; il avait la mine assez basse, une grande imagination et beaucoup de mémoire. Il aimait la viande salée et le vin, il aurait préféré les sardines et les perdrix ». C'est également à Paris que Jean van der Bruggen le rencontre, il y tient boutique de dessins et d'estampes rue Saint-Jacques depuis 1681, et des liens d'affaires ne tardent pas à naître : Van der Bruggen a très tôt l'idée d'un recueil de dessins gravés, puisque dès 1683, il en commande un début d'exécution à Franz Ertinger. En 1682, Van der Bruggen emmène son protégé à Anvers et l'exhibe : le témoignage d'Arnold Houbraken est formel, le critique l'a vu dans des cabarets flamands divertir et étonner les amateurs, exécuter en moins de deux heures des figures imposées.
En décembre 1682, après un bref séjour parisien, Lafage s'en retourne à Toulouse. Il décore l'hôtel particulier de Gaspard de Fieubet (1622-1686). Il enseigne également à des élèves son art, dont François Boitard et Antoine Rivalz. De cette époque date la rencontre avec Pierre Crozat, qui va devenir un collectionneur passionné de Lafage. Le 20 septembre 1683, le Conseil de Toulouse passe un édit et commande la transformation de dix dessins exécutés par Lafage en peintures pour décorer l'une des galeries de l'hôtel de ville, toiles montrant les faits d'armes des toulousains. Les capitouls de Toulouse lui demande s'inspirer des écrits de Germain de la Faille (1616 - 1711). La série de dessins se nomment les Tectosages et est gravée par Franz Ertinger. Il est payé 300 livres.
Avec cet argent, il remonte à Paris, vit en concubinage avec une certaine Élisabeth Lambert et enfin, poussé par Jean de Dieu qui lui vante le travail de Le Corrège, décide de s'en retourner à Rome, mais son voyage s'arrête à Lyon. La date précise de sa mort n'est plus un mystère : son certificat de décès indique le 4 novembre 1684 à Lyon. Mariette rapporte « la légende qui dit qu’il serait mort [dans sa vingt-huitième année] d’une chute d’âne en entrant dans une auberge ; sa tête aurait violemment heurté le linteau de celle-ci et aurait entraîné sa mort ». De lui, Élisabeth met au monde une fille, décédée le 3 septembre 1685 à Paris, âgée d'un an et demi.

## Œuvre
Son œuvre comporte une très grande majorité de dessins au fusain et à la plume, ainsi que quelques rares gravures. Aucune trace de ses dessins exécutés à la pierre noire sur des murs n'a été retrouvée à Toulouse. Un grand nombre de dessins d'exécution a également disparu.
Bien que mort jeune, l'artiste atteint malgré tout de son vivant une certaine renommée, laquelle devient internationale à titre posthume, d'abord avec l'Album Van der Bruggen de 1689, mais surtout après la grande vente Crozat de 1741 assurée par Pierre-Jean Mariette qui disperse à Paris le plus important lot de dessins de Lafage jamais connu (soit 304 pièces).
Lafage excelle dans les représentations de bacchanales et de batailles, et ses sources d'inspiration reste la Bible, l'histoire ancienne et la mythologie, inspirant de nombreux artistes, comme François Boitard, Franz Ertinger (1640-vers 1710) et Honoré Coussin (1709-1779). Sur quelques dessins, il s'amuse à se représenter. Il lui arrive de coller plusieurs feuilles ensemble afin de développer de plus grandes compositions. Il a aussi un imitateur qui fut rapidement démasqué, François Roettiers (en), signe que Lafage était très demandé par les collectionneurs.
Lafage compose parfois une suite de dessins : La Chute des anges rebelles en neuf parties reste la plus connue, huit sont au Louvre, une est à la bibliothèque de la faculté de médecine de Montpellier. Elle le rendit célèbre dans Paris, quand Claude Bourdaloue s'en porta acquéreur, puis elle passa chez Nicodème Tessin le Jeune (1654-1728). Pour survivre, il fait des dessins pour des éventaillistes. On sait également que par Garnier et Dieu, il tenta de séduire Le Nôtre à Versailles en croquant quelques fontaines en rocaille, mais ce fut peine perdue.
Le marchand Jean van der Bruggen (1649?-1714?), impressionné par sa mémoire des motifs qu'il reproduisaient sans avoir le modèle sous les yeux, sa vitesse d'exécution et la qualité de son trait, lui assure une réputation auprès des marchands parisiens et flamands. En 1689, celui-ci achève enfin l'édition à Paris d'un album intitulé Recueil des Meilleurs Desseins de Raymond La Fage, regroupant 103 pièces dont cinquante-sept traductions de dessins de Lafage en gravures, auquel six graveurs de renom contribuent (Gérard Audran, Gérard Edelinck, Franz Ertinger, Charles Simonneau, Cornelis Vermeulen, Claude Auguste Berey). L'objet passe d'abord inaperçu puis est avidement collectionné dès la fin du XVIIe siècle entre autres par le jeune Pierre Crozat qui se passionne pour Lafage.
Selon Van der Bruggen, Lafage serait l'auteur de 21 eaux-fortes originales ; selon Arvengas, on doit en compter 27. Lafage privilégie cette technique sur cuivre pour sa rapidité d'exécution. La plupart des gravures comportent la mention « Rome ex » ou « Lafage fecit a Rome » et il est possible que Lafage emporta ses planches à Paris pour en poursuivre le tirage. Le comte de Caylus fait aussi partie des fidèles collectionneurs de cette époque, reproduisant en gravure des dessins de Lafage.
Depuis quelques années, Alain Combres a entrepris de rédiger le catalogue raisonné de son oeuvre. On compte en tout près de 300 dessins de sa main parvenus jusqu'à nous et authentifiés, présents dans plus de quarante musées. En France, les cabinets de dessins des musées de Toulouse (musée Paul-Dupuy), de Rabastens (musée du Pays rabastinois), des Beaux-Arts de Paris, et Lisle-sur-Tarn (musée Raymond-Lafage), entre autres, conservent et exposent de nombreux dessins et gravures de l'artiste.

## Galerie

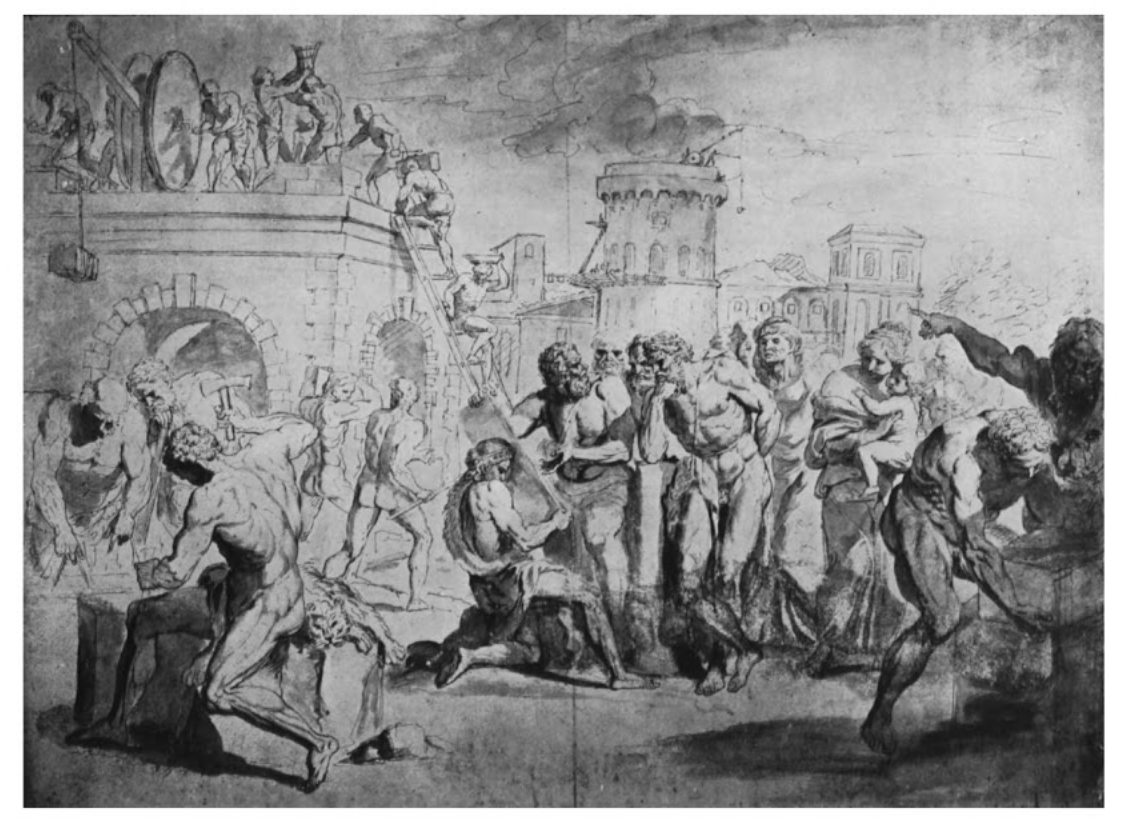
Caïn bâtisseur de la Première Ville (dessin, 1681), 43 x 60 cm (Musée du Louvre).
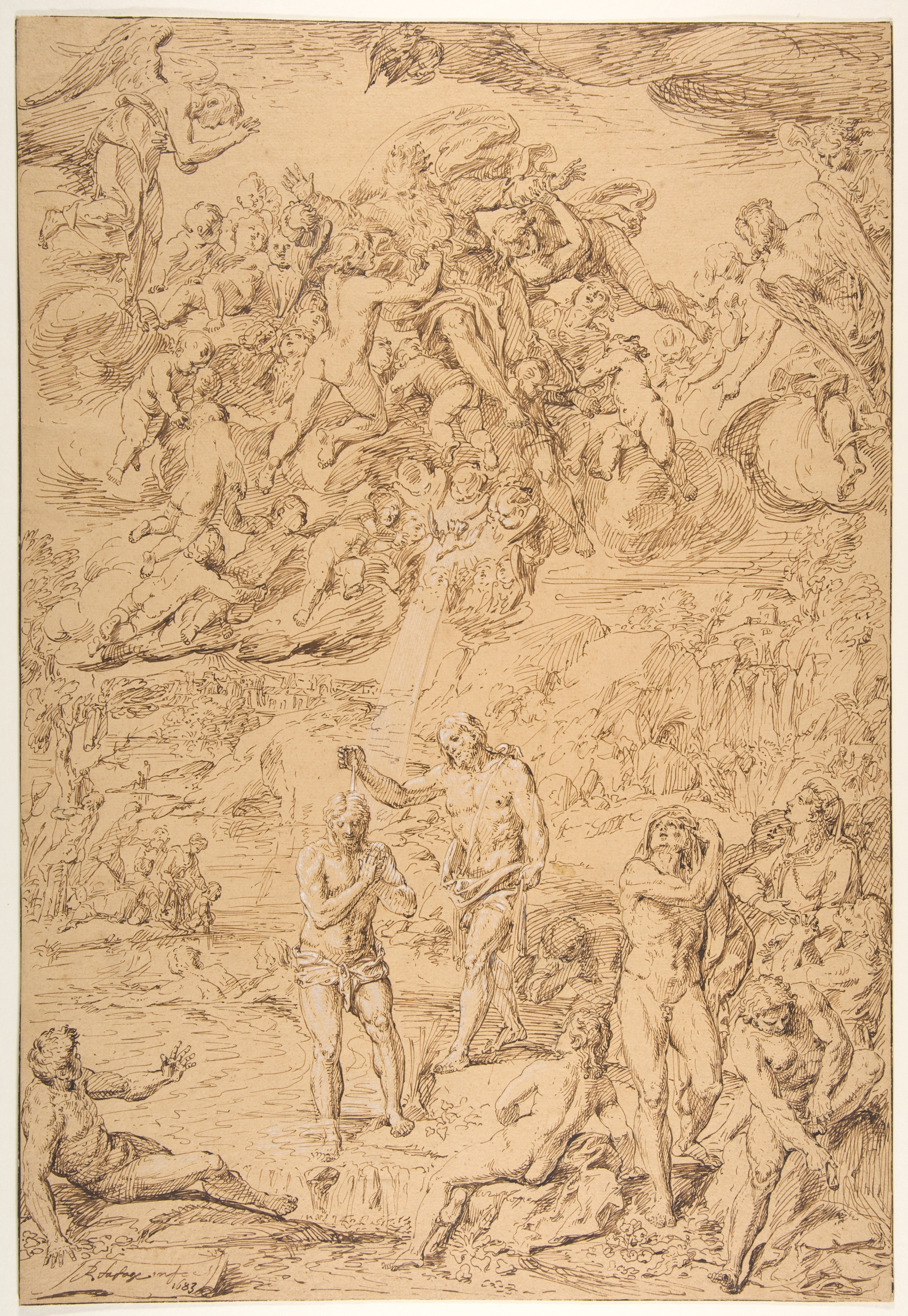
Le Baptême du Christ (dessin, 1683), 46 x 31 cm (New York, MET).
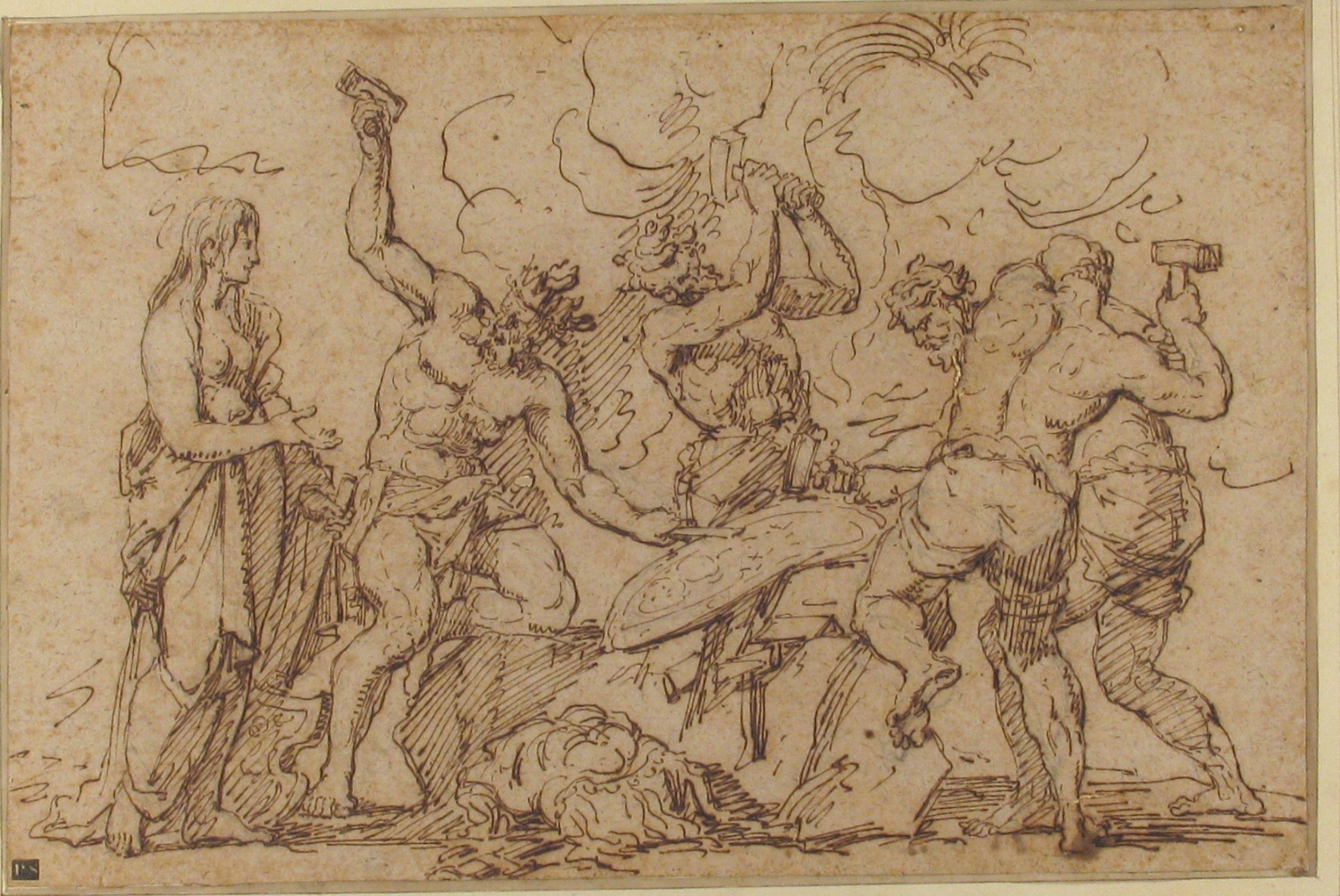
Venus regardant Vulcain et les cyclopes forger l'armure de Mars, dessin, 24 x 36 cm (New York, MET).
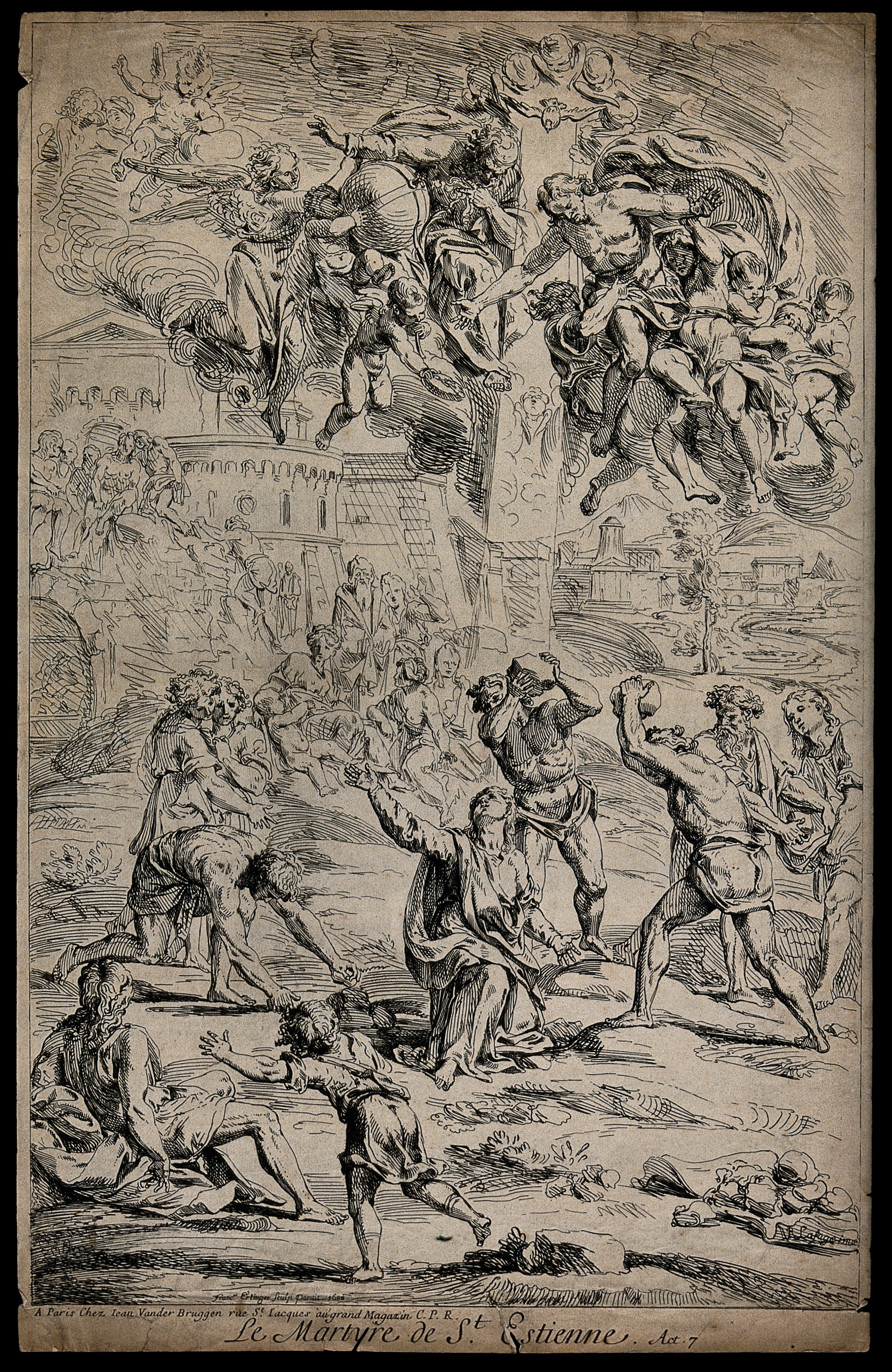
Martyre de saint Étienne (1683-1689), eau forte de Franz Ertinger (Fonds Wellcome).
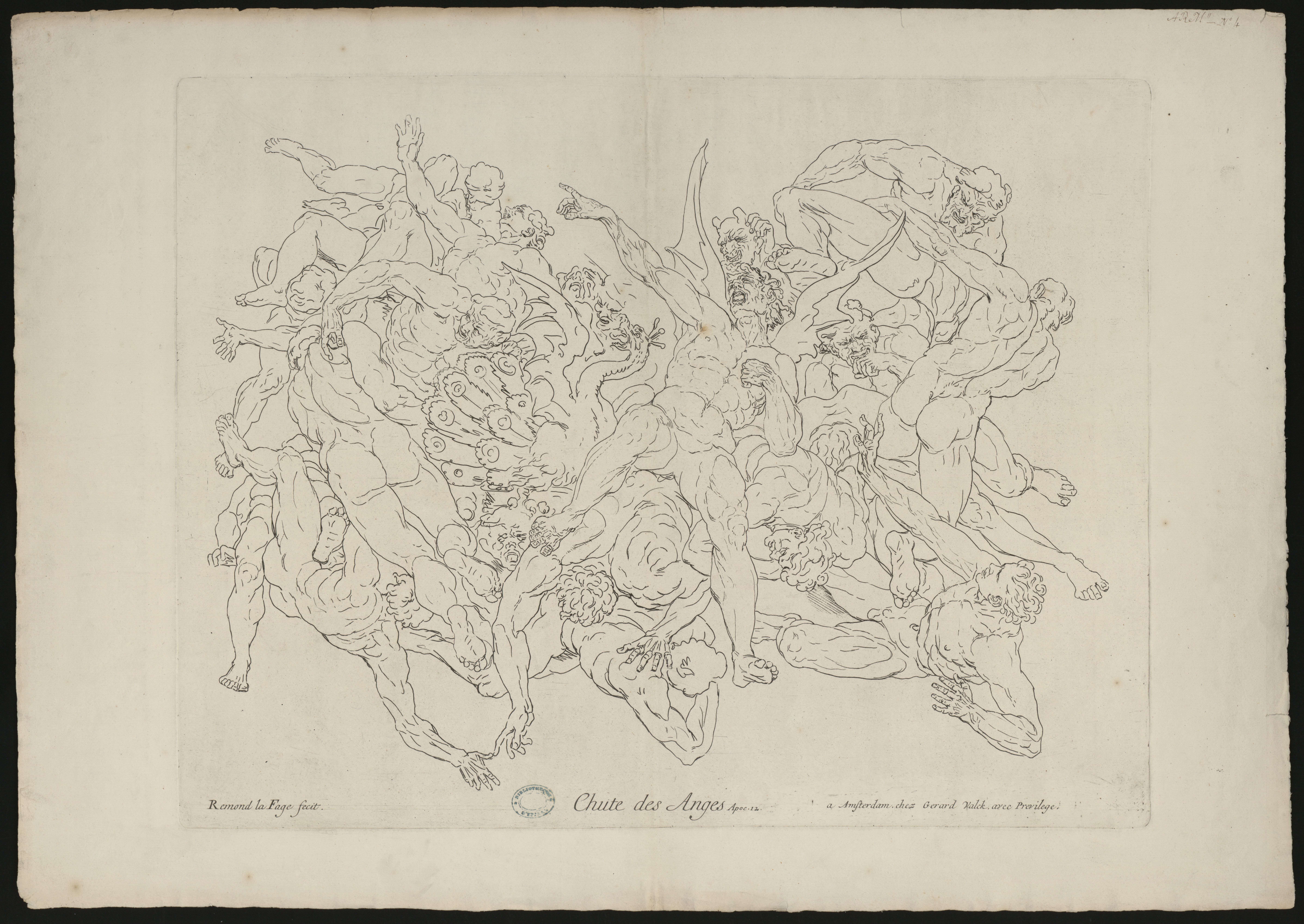
Chute des anges. Apoc. 12 (1670 - 1684), estampe, (bmi d'Épinal).

- Orléans, musée des Beaux-Arts : 
  - La Glorification de saint Thomas d’Aquin, vers 1684 (?), plume et encre métallo-gallique, lavis brun sur papier vergé blanc, 19,7 x 41,5 cm[22].
  - Bacchanale, plume et encre noire, quelques rehauts de gouache sur papier vergé, 29,5 x 42,5 cm[23].